# Etykieta energetyczna

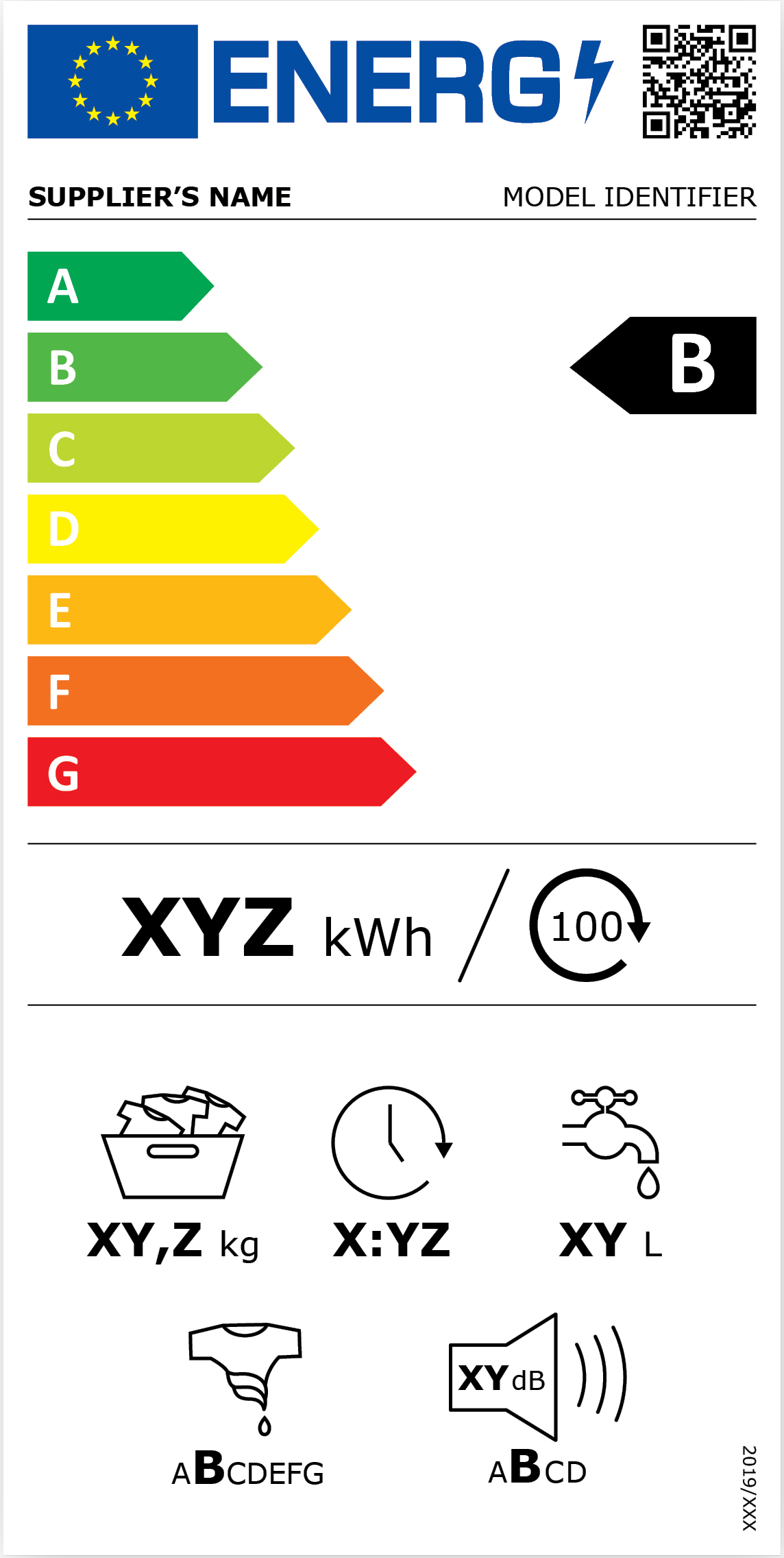
Przykładowa etykieta efektywności energetycznej dla pralek stosowana od 1 marca 2021

Etykieta energetyczna – etykieta zawierająca informacje o klasie energetycznej i podstawowych parametrach urządzenia, np. zużyciu energii, poziomie hałasu. W Unii Europejskiej muszą w nią być zaopatrzone urządzenia AGD oraz źródła światła. Etykieta taka daje konsumentowi możliwość porównania różnych urządzeń.
System etykiet efektywności energetycznej wprowadziła unijna dyrektywa ELD 92/75/WE, która od lipca 2011 roku została zastąpiona przez dyrektywę 2010/30/UE. Na podstawie obu dyrektyw powstały akty wykonawcze dla poszczególnych grup sprzętu. W związku z coraz wyższą wydajnością energetyczną urządzeń od 2021 roku obowiązują nowe przepisy dotyczące etykiet energetycznych. Od 1 marca 2021 dla lodówek, zamrażarek, urządzeń chłodniczych z funkcją sprzedaży bezpośredniej (np. szafy chłodnicze), pralek i pralko-suszarek, zmywarek do naczyń oraz wyświetlaczy elektronicznych o powierzchni powyżej 100 cm² (telewizory i monitory), natomiast od 1 września 2021 dla źródeł światła. Co więcej, od 1 stycznia 2019 roku dla wyżej wymienionych grup producenci zobowiązani są zamieścić informacje o swoich produktach w europejskiej bazie danych o produktach do celów etykietowania energetycznego EPREL, zanim wprowadzą swoje produkty na rynek.

## Klasa energetyczna
Klasy efektywności energetycznej przyporządkowane są skali złożonej z liter od A do G, gdzie klasa A umieszczana na zielonym pasku oznacza urządzenie najbardziej efektywne, a klasą G umieszczana na czerwonym pasku najmniej efektywne. Wyznacza się je ze stosunku rocznego zużycia energii przez dane urządzenie do standardowego zużycia energii przez tego typu urządzenia określonego odpowiednimi przepisami. Od grudnia 2010 roku na lodówkach, pralkach, zmywarkach i telewizorach wprowadzono dodatkowo trzy nowe klasy A+, A++ oraz A+++ charakteryzujące urządzenia najbardziej efektywne energetycznie. Ze względu na coraz wyższą energooszczędność urządzeń do 2017 roku ponad 90% pralek i lodówek zawierało się w tych 3 klasach. Wraz z nowymi przepisami klasy A+, A++, oraz A+++ znikają i najwyższą klasą pozostaje A. Klasy z plusem zostają zaszeregowane do niższych kategorii zgodnie z kluczem poniżej:
- klasa A – klasa zarezerwowana dla przyszłych urządzeń, na początek nie będzie urządzeń z oznaczeniem A na rynku[8]
- klasa B – urządzenia przekraczające energooszczędności dawnej klasy A+++, obecnie pojedyncze urządzenia spełniają wymagane kryteria
- klasa C – odpowiednik dawnego A+++
- klasa D – odpowiednik dawnego A+++ ze współczynnikiem efektywności energetycznej (EEI) niższym niż 44
- klasa E – odpowiednik A++
- klasa F – odpowiednik dawnego A+ oraz B, z EEI poniżej 55
- klasa G – dawne klasy B i C z EEI mniejszym niż 95

Pozostałe klasy energetyczne ze starego systemu etykietowania nie są uwzględniane, jako że odchodzi się od ich produkcji. W przyszłości skala efektywności energetycznej nie będzie więcej zmieniana, a co najwyżej będą aktualizowane wytyczne wymagane do zaszeregowania do konkretnej klasy.

## Cechy wspólne etykiet
Głównym zadaniem etykiet energetycznych jest podanie informacji dotyczących produktu. Stąd też posiadają one konkretne cechy wspólne, które pozwalają na uzyskanie jak największej ilości informacji ważnych dla danego typu produktu. Zgodnie z najnowszymi wytycznymi dla etykiet energetycznych na etykietach znaleźć można:
1. Nazwa dostawcy lub znak towarowy;
2. Identyfikator modelu produktu;
3. Skala klas efektywności energetycznej;
4. Klasa efektywności energetycznej danego modelu;
5. Zużycie energii w kWh;
6. Kod QR przekierowujący do bazy EPREL gdzie uzyskać można dodatkowe informacje o produkcie;
7. Numer rozporządzenia do którego odnosi się etykieta
8. Piktogramy pozwalające szybko uzyskać najważniejsze informacje o produktach[5].

## Urządzenia AGD

### Lodówki,zamrażarkioraz urządzenia do przechowywania wina

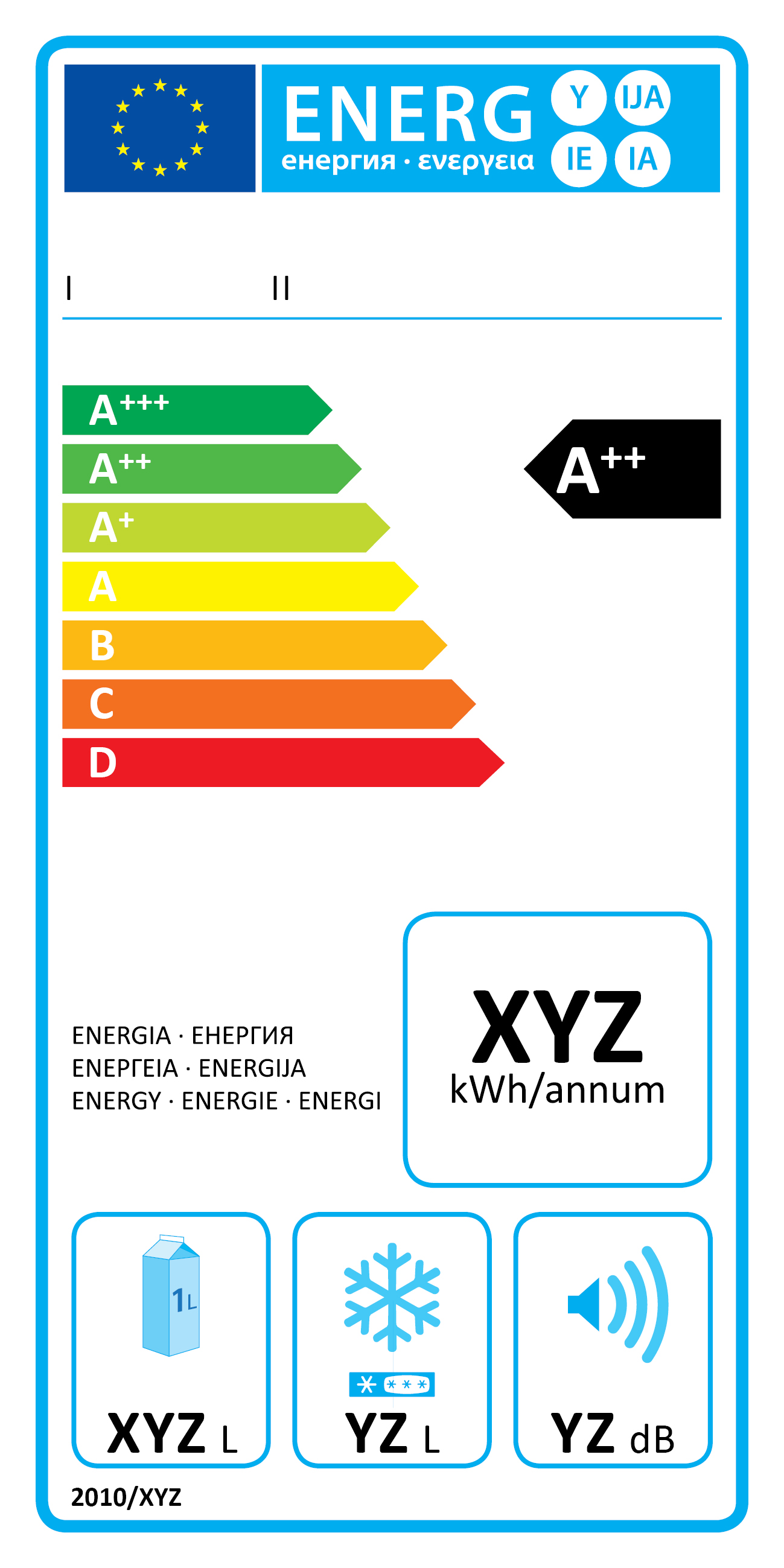
Etykieta efektywności energetycznej dla lodówek

Wzór i zasady etykietowania chłodziarek określa unijne rozporządzenie delegowane Komisji (UE) 2021/340 z dnia 17 grudnia 2020 r. Na etykiecie energetycznej widnieje skala od A do G (7 klas) zależnych od EEI. Klasy efektywności energetycznej dla urządzeń chłodniczych:
| Klasa efektywności energetycznej | Wskaźnik efektywności energetycznej (EEI) |
| A                                | EEI ≤ 41                                  |
| B                                | 41 < EEI ≤ 51                             |
| C                                | 51 < EEI ≤ 64                             |
| D                                | 64 < EEI ≤ 80                             |
| E                                | 80 < EEI ≤ 100                            |
| F                                | 100 < EEI ≤ 125                           |
| G                                | EEI > 125                                 |

Etykieta podaje również:
- roczne zużyciu energii w kWh
- dla lodówek i zamrażarek sumę pojemności komór mrożących w litrach, oraz sumę pojemności komór schładzania i niemrożących w litrach
- dla chłodziarek do wina ilość standardowych butelek, które mogą być przechowywane
- poziom emitowanego hałasu podany w dB(A) i klasę emisji hałasu

### Pralkii Pralko-Suszarki
Wzór i zasady etykietowania pralek określa unijne rozporządzenie delegowane Komisji (UE) 2021/340 z dnia 17 grudnia 2020 r. Na etykiecie energetycznej widnieje skala od A do G (7 klas) zależnych od EEI. Klasy efektywności energetycznej dla pralek:
| Klasa efektywności energetycznej | Wskaźnik efektywności energetycznej (EEIW) |
| A                                | EEIW ≤ 52                                  |
| B                                | 52 < EEIW ≤ 60                             |
| C                                | 60 < EEIW ≤ 69                             |
| D                                | 69 < EEIW ≤ 80                             |
| E                                | 80 < EEIW ≤ 91                             |
| F                                | 91 < EEIW ≤ 102                            |
| G                                | EEIW > 102                                 |

Etykieta informuje o:
- zużyciu energii w kWh dla 100 cykli prania
- czasie trwania cyklu w programie EKO 40-60 wyrażonego w godzinach i minutach
- pojemności w kg dla pełnego cyklu prania
- zużyciu wody na cykl prania wyrażone w litrach
- poziomie emitowanego hałasu podany w dB(A) i klasę emisji hałasu
- klasie efektywności wirowania
- Funkcji Eco Bubble, czyli tzw. praniu bąbelkowym[10]

Jeśli chodzi o pralko-suszarki to na etykiecie zawarta jest również klasa efektywności dla pełnego cyklu pralko-suszarki zgodna z poniższą tabelą:
| Klasa efektywności energetycznej | Wskaźnik efektywności energetycznej (EEIWD) |
| A                                | EEIWD ≤ 37                                  |
| B                                | 37 < EEIWD ≤ 45                             |
| C                                | 45 < EEIWD ≤ 55                             |
| D                                | 55 < EEIWD ≤ 67                             |
| E                                | 67 < EEIWD ≤ 82                             |
| F                                | 82 < EEIWD ≤ 100                            |
| G                                | EEIWD > 100                                 |

Co więcej informacje podane na piktogramach podają informacje zarówno dla pełnego cyklu (lewa strona), jak i samego cyklu prania (prawa strona).

### Suszarki do ubrań
W przypadku suszarek do ubrań nadal obowiązuje stara etykieta energetyczna z klasą A-G, którą określa dyrektywa 95/13/WE. Dla suszarek efektywność energetyczna liczona jest w oparciu o program do suszenia bawełny z maksymalnym zadeklarowanym załadunkiem. Wyraża się ją w kWh na kilogram załadowanych ubrań. Są oddzielne skale dla suszarek kondensacyjnych oraz wentylowanych.
Klasy efektywności energetycznej dla suszarek kondensacyjnych:
| A     | B     | C     | D     | E     | F     | G     |
| <0.55 | <0.64 | <0.73 | <0.82 | <0.91 | <1.00 | >1.00 |

Klasy efektywności energetycznej dla suszarek wentylowanych
| A     | B     | C     | D     | E     | F     | G     |
| <0.51 | <0.59 | <0.67 | <0.75 | <0.83 | <0.91 | >0.91 |

Etykieta zawiera informacje o:
- zużyciu energii na jeden cykl
- całkowitej pojemności
- typie suszarki (kondensacyjna lub wentylacyjna)
- poziomie emitowanego hałasu.

Klasy efektywności energetycznej dla pralko-suszarek:
| A     | B     | C     | D     | E     | F     | G     |
| <0.68 | <0.81 | <0.93 | <1.05 | <1.17 | <1.29 | >1.29 |

Etykieta dla pralko-suszarek zawiera informacje o:
- zużyciu energii na cykl (prania i suszenia)
- wydajności prania (skala A-G)
- maksymalnej szybkości wirowania
- pojemności (oddzielnie dla prania i suszenia)
- zużyciu wody przy pełnym załadunku dla prania i suszenia
- poziomie emitowanego hałasu (oddzielnie dla prania, wirowania i suszenia).

### Zmywarki

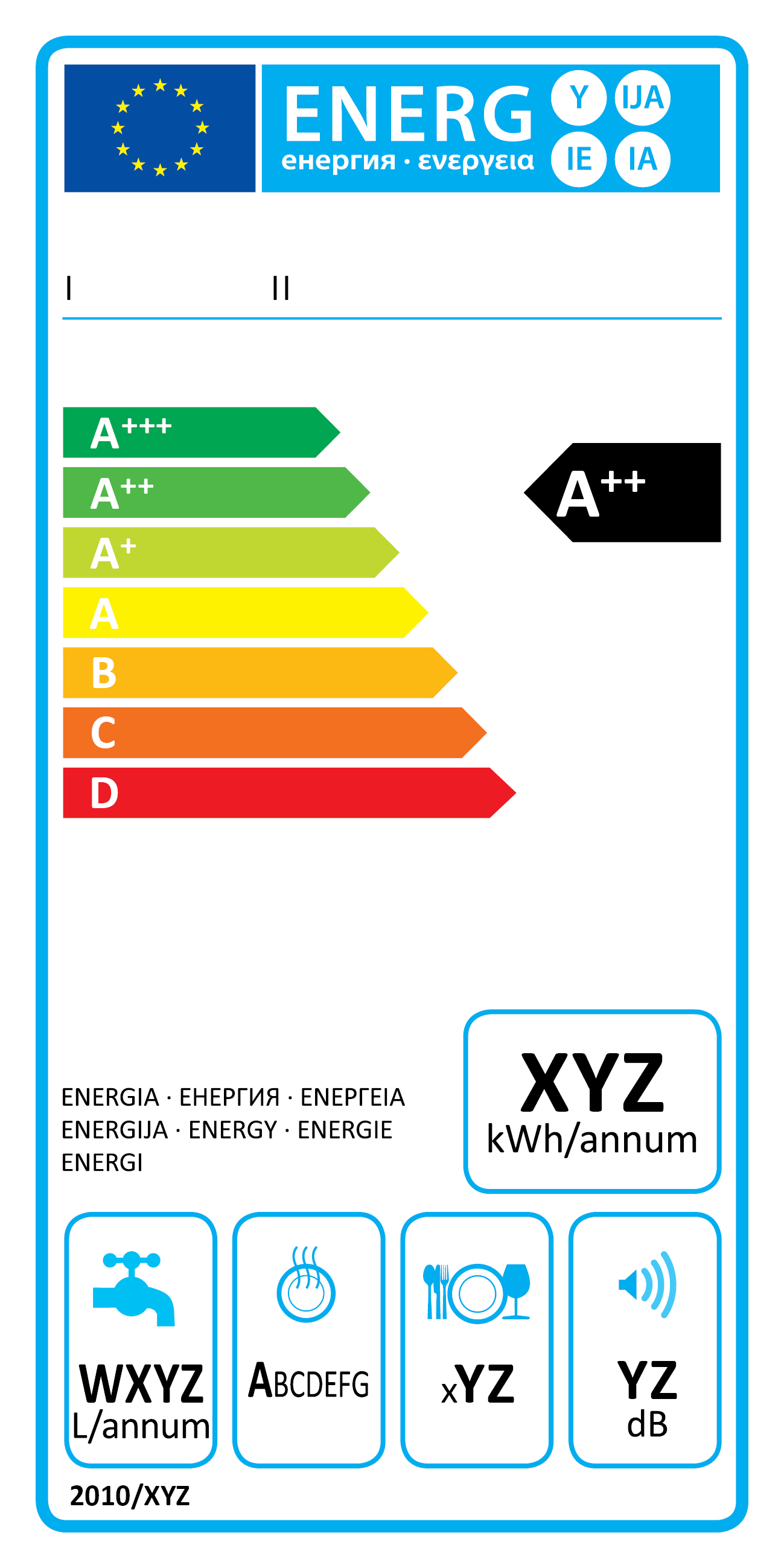
Etykieta efektywności energetycznej dla zmywarek

Wzór i zasady etykietowania zmywarek określa unijne rozporządzenie delegowane Komisji (UE) 2021/340 z dnia 17 grudnia 2020 r. Na etykiecie energetycznej widnieje skala od A do G (7 klas) zależnych od EEI. Klasy efektywności energetycznej dla zmywarek:
| Klasa efektywności energetycznej | Wskaźnik efektywności energetycznej |
| A                                | EEI < 32                            |
| B                                | 32 ≤ EEI < 38                       |
| C                                | 38 ≤ EEI < 44                       |
| D                                | 44 ≤ EEI < 50                       |
| E                                | 50 ≤ EEI < 56                       |
| F                                | 56 ≤ EEI < 62                       |
| G                                | EEI ≥ 62                            |

Etykieta informuje o:
- zużyciu energii w kWh dla 100 cykli programu EKO
- pojemności zmywarki podanej w ilości standardowych kompletów naczyń
- zużyciu wody dla programu EKO w litrach na cykl
- czasie trwania programu wyrażonego w godzinach i minutach
- poziomie emitowanego hałasu podany w dB(A) i klasę emisji hałasu

### Piekarnikiikuchenki
W przypadku piekarników oraz kuchni elektrycznych obowiązuje etykieta energetyczna z klasą A+++ – G, którą określa dyrektywa 65/2014.
Etykieta informuje o:
- nazwie producenta
- modelu urządzenia
- źródle energii domowego piekarnika
- klasie efektywności energetycznej komory
- objętości użytkowej w litrach, zaokrąglonej do najbliższej liczby całkowitej
- zużyciu energii elektrycznej dla cyklu wyrażonej w kWh/cykl (zużycie energii elektrycznej) lub MJ/cykl (zużycie gazu), na potrzeby funkcji podgrzewania (tryb tradycyjny oraz, jeżeli dostępny, konwekcji za pomocą wentylatora) komory na podstawie znormalizowanego wsadu, ustalone zgodnie z procedurami badawczymi, w zaokrągleniu do dwóch miejsc po przecinku.

Klasy efektywności energetycznej dla piekarników:
| A+++   | A++       | A+        | A          | B           | C           | D       |
| EEI<45 | 45<EEI<62 | 62<EEI<82 | 87<EEI<107 | 132<EEI<132 | 159<EEI<159 | EEI>159 |

### Okapy nadkuchenne
W przypadku okapów nadkuchennych obowiązuje etykieta energetyczna z klasą A+++ – G, którą określa rozporządzenie delegowane 65/2014.
Etykieta informuje o:
- nazwie producenta
- modelu urządzenia
- klasie efektywności energetycznej
- rocznym zużyciu energii elektrycznej wyrażonym w kWh
- klasie wydajności przepływu dynamicznego
- klasie sprawności oświetlenia
- klasa efektywności pochłaniania zanieczyszczeń
- poziomie hałasu.

### Odkurzacze
Wzór i zasady etykietowania odkurzaczy określa unijne rozporządzenie delegowane 665/2013. Na etykiecie energetycznej dla odkurzaczy widnieje skala od A+++ do G.
Etykieta informuje o:
- klasie efektywności energetycznej w skali od A+++ do G
- rocznym zużyciu energii w kWh
- klasie reemisji kurzu w skali od A do G
- klasie skuteczności odkurzania dywanów w skali od A do G
- klasie skuteczności odkurzania podłóg twardych w skali od A do G
- poziomie emitowanego hałasu, podany w dB(A) re1 pW.

## Podgrzewacze wody i urządzenia do przechowywania gorącej wody
Wzór i zasady etykietowania podgrzewaczy wody i urządzeń do przechowywania gorącej wody określa unijne rozporządzenie delegowane 813/2013.
Etykieta dla podgrzewaczy wody zawiera informacje o:
- nazwie dostawcy lub jego znaku towarowym

- identyfikatorze modelu dostawcy

- funkcji podgrzewania wody, z uwzględnieniem deklarowanego profilu obciążeń, wyrażanej odpowiednią literą

- klasie efektywności energetycznej podgrzewania wody

- rocznym zużyciu energii elektrycznej w kWh pod względem ilości energii końcowej lub rocznym zużyciu paliwa w GJ pod względem GCV, w zaokrągleniu do najbliższej liczby całkowitej

- poziomie mocy akustycznej LWA, w dB, w pomieszczeniu, w zaokrągleniu do najbliższej liczby całkowitej

- sprawności poza szczytowym obciążeniem (jeżeli dotyczy)

|      | 3XS           | XXS           | XS            | S             | M               | L               | XL              | XXL             |
| ---- | ------------- | ------------- | ------------- | ------------- | --------------- | --------------- | --------------- | --------------- |
| A+++ | EEI ≥ 62      | EEI ≥ 62      | EEI ≥ 69      | EEI ≥ 90      | EEI ≥ 163       | EEI ≥ 188       | EEI ≥ 200       | EEI ≥ 213       |
| A++  | 53 ≤ EEI < 62 | 53 ≤ EEI < 62 | 61 ≤ EEI < 69 | 72 ≤ EEI < 90 | 130 ≤ EEI < 163 | 150 ≤ EEI < 188 | 160 ≤ EEI < 200 | 170 ≤ EEI < 213 |
| A+   | 44 ≤ EEI < 53 | 44 ≤ EEI < 53 | 55 ≤ EEI < 61 | 55 ≤ EEI < 72 | 100 ≤ EEI < 130 | 115 ≤ EEI < 150 | 123 ≤ EEI < 160 | 131 ≤ EEI < 170 |
| A    | 35 ≤ EEI < 44 | 35 ≤ EEI < 44 | 38 ≤ EEI < 55 | 38 ≤ EEI < 55 | 65 ≤ EEI < 100  | 75 ≤ EEI < 115  | 80 ≤ EEI < 123  | 85 ≤ EEI < 131  |
| B    | 32 ≤ EEI < 35 | 32 ≤ EEI < 35 | 35 ≤ EEI < 38 | 35 ≤ EEI < 38 | 50 ≤ EEI < 65   | 55 ≤ EEI < 75   | 60 ≤ EEI < 80   | 60 ≤ EEI < 85   |
| C    | 29 ≤ EEI < 32 | 29 ≤ EEI < 32 | 32 ≤ EEI < 35 | 32 ≤ EEI < 35 | 36 ≤ EEI < 50   | 38 ≤ EEI < 55   | 40 ≤ EEI < 60   | 40 ≤ EEI < 60   |
| D    | 26 ≤ EEI < 29 | 26 ≤ EEI < 29 | 29 ≤ EEI < 32 | 29 ≤ EEI < 32 | 34 ≤ EEI < 36   | 36 ≤ EEI < 38   | 36 ≤ EEI < 40   | 36 ≤ EEI < 40   |
| E    | 22 ≤ EEI < 26 | 22 ≤ EEI < 26 | 26 ≤ EEI < 29 | 26 ≤ EEI < 29 | 30 ≤ EEI < 34   | 32 ≤ EEI < 36   | 32 ≤ EEI < 36   | 32 ≤ EEI < 36   |
| F    | 19 ≤ EEI < 22 | 20 ≤ EEI < 22 | 23 ≤ EEI < 26 | 23 ≤ EEI < 26 | 27 ≤ EEI < 30   | 27 ≤ EEI < 32   | 28 ≤ EEI < 32   | 28 ≤ EEI < 32   |
| G    | EEI < 19      | EEI < 20      | EEI < 23      | EEI < 23      | EEI < 27        | EEI < 27        | EEI < 28        | EEI < 28        |

Dodatkowo rozporządzenie określa zasady definiowania klas dla zasobników ciepłej wody, według straty postojowej S w watach dla pojemności magazynowej V w litrach. Niżej prezentuje się tabela gdzie dla przykładu przyjęto pojemność 200 litrów.
| Klasa efektywności energetycznej | Strata postojowa S (W) |
| -------------------------------- | ---------------------- |
| A+                               | S < 31.81              |
| A                                | 31.81 ≤ S < 43.88      |
| B                                | 43.88 ≤ S < 61.37      |
| C                                | 61.37 ≤ S < 86.01      |
| D                                | 86.01 ≤ S < 107.00     |
| E                                | 107.00 ≤ S < 139.73    |
| F                                | 139.73 ≤ S < 169.70    |
| G                                | S > 169.70             |

## Urządzenia klimatyzacyjne
Dla klimatyzatorów obowiązuje klasa efektywności energetycznej ze skalą A-G, którą określa dyrektywa 2002/40WE. Ma ona zastosowanie do urządzeń 12 kW.
Etykieta zawiera informacje o:
- modelu urządzenia,
- klasie efektywności energetycznej A-G,
- rocznym zużyciu energii (przy pełnym obciążeniu 500 h / rok)
- wydajności chłodzenia przy pełnym obciążeniu w kW
- efektywności energetycznej w trybie chłodzenia przy pełnym obciążeniu
- typie urządzenia (tylko chłodzenie lub chłodzenie/grzanie)
- typie chłodzenia (chłodzone powietrzem lub wodą)
- poziomie emitowanego hałasu (jeśli dotyczy).

Dla klimatyzatorów z funkcją ogrzewania zastosowanie mają dodatkowo informacje o:
- mocy cieplnej przy pełnym obciążeniu w kW
- wydajności trybu grzewczego.

|                    | A    | B       | C       | D       | E       | F       | G    |
| Chłodzenie EER W/W | >3.2 | 3.0-3.2 | 2.8-3.0 | 2.6-2.8 | 2.4-2.6 | 2.2-2.4 | <2.2 |
| Ogrzewania COP W/W | >3.6 | 3.4-3.6 | 3.2-3.4 | 2.8-3.2 | 2.6-2.8 | 2.4-2.6 | <2.4 |

## Źródła światła

### Lampy i żarówki
Wzór i zasady etykietowania źródeł światła określa unijne rozporządzenie delegowane Komisji (UE) 2021/340 z dnia 17 grudnia 2020 r. Na etykiecie energetycznej widnieje skala od A do G (7 klas) zależnych od EEI. Klasy efektywności energetycznej dla źródeł światła:
| Klasa efektywności energetycznej | Całkowita skuteczność sieci zasilającej TM (lm/W) |
| A                                | 210 ≤ TM                                          |
| B                                | 185 ≤ TM < 210                                    |
| C                                | 160 ≤ TM < 185                                    |
| D                                | 135 ≤ TM < 160                                    |
| E                                | 110 ≤ TM < 135                                    |
| F                                | 85 ≤ TM < 110                                     |
| G                                | TM < 85                                           |

Ze względu na dużą ilość informacji etykieta nie posiada dodatkowych piktogramów – najważniejsze informacje techniczne powinny znajdować się na opakowaniu urządzenia. Dodatkowo kod QR z etykiety przekierowuje do bazy EPREL w której znajduje się szereg dokładnych informacji technicznych takich jak ilość lumenów, temperatura barwy światła, czy współczynnik oddawania barw CRI.
Zużycie energii na etykiecie podawane jest w kWh na 1000 godzin pracy.

### Stateczniki do lamp fluorescencyjnych
Statecznik do lamp fluorescencyjnych podzielono na następujące klasy:
- w przypadku elektronicznych stateczników ściemnialnych: A1 BAT (Best Available Technology – Najlepsza dostępna Technologia), A1;
- w przypadku elektronicznych stateczników bez funkcji ściemniania: A2 BAT, A2, A3;
- w przypadku magnetycznych stateczników: B1, B2, C, D.

| EEI                                                           | Opis                                              | Przykładowy system 36 W | Przykładowy system 36 W | Przykładowy system 58 W | Przykładowy system 58 W |
| ------------------------------------------------------------- | ------------------------------------------------- | ----------------------- | ----------------------- | ----------------------- | ----------------------- |
| EEI                                                           | Opis                                              | Sprawność               | Moc wejściowa           | Sprawność               | Moc wejściowa           |
| A2 BAT                                                        | Statecznik elektroniczny z minimalnymi stratami   | 91,4%                   | 35,0 W                  | 93,0%                   | 53,8 W                  |
| A2                                                            | Statecznik elektroniczny z ograniczonymi stratami | 88,9%                   | 36,0 W                  | 90,9%                   | 55,0 W                  |
| A1 BAT                                                        | Ściemnialny statecznik elektroniczny (w 100%)     | 88,9%                   | 36,0 W                  | 90,9%                   | 55,0 W                  |
| A3                                                            | Statecznik elektroniczny                          | 84,2%                   | 38,0 W                  | 84,7%                   | 59,0 W                  |
| A1                                                            | Ściemnialny statecznik elektroniczny (w 100%)     | 84,2%                   | 38,0 W                  | 84,7%                   | 59,0 W                  |
| B1                                                            | Statecznik magnetyczny z bardzo niskimi stratami  | 83,4%                   | 43,2 W                  | 86,1%                   | 67,4 W                  |
| B2                                                            | Statecznik magnetyczny z niskimi stratami         | 79,5%                   | 45,3 W                  | 82,2%                   | 70,6 W                  |
| Uwaga:' Dane pochodzą z tabeli 17 rozporządzenia WE 245/2009, |                                                   |                         |                         |                         |                         |

## Telewizoryi Monitory

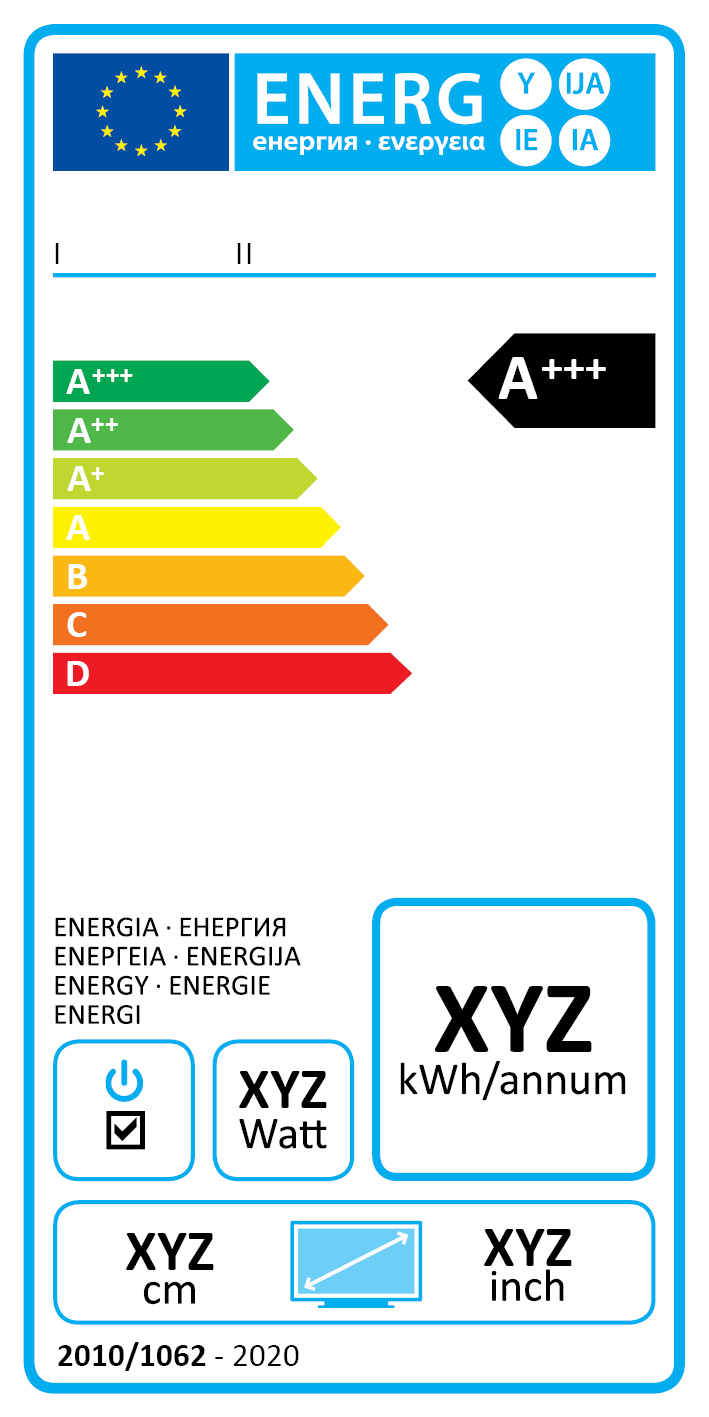
Etykieta efektywności energetycznej dla TV

Wzór i zasady etykietowania dla telewizorów i monitorów określa unijne rozporządzenie delegowane Komisji (UE) 2021/340 z dnia 17 grudnia 2020 r. Na etykiecie energetycznej widnieje skala od A do G (7 klas) zależnych od EEI. Klasy efektywności energetycznej dla wyświetlaczy elektronicznych:
| Klasa efektywności energetycznej | Wskaźnik efektywności energetycznej (EEIlabel) |
| A                                | EEIlabel < 0,30                                |
| B                                | 0,30 ≤ EEIlabel < 0,40                         |
| C                                | 0,40 ≤ EEIlabel < 0,50                         |
| D                                | 0,50 ≤ EEIlabel < 0,60                         |
| E                                | 0,60 ≤ EEIlabel < 0,75                         |
| F                                | 0,75 ≤ EEIlabel < 0,90                         |
| G                                | 0,90 ≤ EEIlabel                                |

Etykieta informuje o:
- zużyciu energii w kWh dla 1000 godzin odtwarzania w trybie SDR
- zużyciu energii w kWh dla 1000 godzin w trybie HDR
- klasie efektywności energetycznej w wersji HDR
- przekątnej ekranu w centymetrach i calach
- rozdzielczości ekranu w pionie i poziomie podanej w pikselach

## Samochody
W przypadku aut etykieta informuje nie o efektywności energetycznej, ale o emisji CO2 wyrażonej w gramach na przejechany kilometr.
| A    | B    | C    | D    | E    | F    | G    |
| <100 | <120 | <140 | <160 | <200 | <250 | >250 |

Etykieta informuje o:
- marce i modelu auta,
- spalanym paliwie
- wadze
- zużyciu paliwa dla jazdy
  - miejskiej
  - pozamiejskiej
  - mieszanej
- CO 2 emisji w gramach na kilometr.

## Opony

Etykieta efektywności energetycznej dla opon

Klasy efektywności energetycznej A-G dla opon dotyczą tzw. efektywności paliwowej – określanej na podstawie współczynnika oporu toczenia (RRC). Na podstawie skali A-G oceniana jest także klasa przyczepności na mokrej nawierzchni. Trzecim kryterium oceny opony jest poziom emitowanego hałasu wyrażony w decybelach oraz za pomocą rysunku z rosnącą liczbą fal wydobywających się z głośnika. Etykiety energetyczne dla opon obowiązują od 1 listopada 2012.